# غراولر
غراولر (بالفارسية: غراولر) هي قرية تقع في غلستان في إيران. يقدر عدد سكانها بـ 240 نسمة بحسب إحصاء 2016.